# Nowa złożoność
Nowa złożoność (ang. New Complexity) – technika kompozytorska stosowana we współczesnej muzyce poważnej, charakteryzująca się wielowarstwową interakcją procesów zachodzących jednocześnie w każdym wymiarze materiału muzycznego.
Owa „złożoność” jest terminem czysto technicznym i nie dotyczy kwestii stylistycznych, ani nie definiuje żadnej nowej szkoły kompozytorskiej. „Odnosi się raczej
do relacji łączących sytuacje, tendencje i stany niż do ilości i rodzaju dźwiękowego materiału warunkującego pewną przestrzeń”.
Nowa złożoność pojawiła się w II połowie XX wieku w opozycji do nowej prostoty i minimalizmu. Chociaż jej elementy można znaleźć już w latach 50. w utworach Iannisa Xenakisa i Elliotta Cartera, jednak prawdziwy rozwój nastąpił ponad dwie dekady później i był kojarzony z twórczością Briana Ferneyhougha i Michaela Finnissy’ego, a później także z innymi, brytyjskimi kompozytorami, takimi jak James Dillon, Chris Dench, Roger Redgate, Richard Barrett oraz Klaus K. Hübler w Niemczech i Barbara Buczkówna w Polsce.
Kompozytorzy uprawiający tę technikę stosują zazwyczaj instrumentarium akustyczne, z wyłączeniem instrumentów preparowanych i nowych mediów, co sprawia, że ich partytury zapisywane w tradycyjnej notacji pięciolinowej są ekstremalnie przeładowane niespotykaną dotąd szczegółowością artykulacji. Składają się na nią skrupulatnie odnotowywane mikrotonowe interwały, złożony i zmienny podział rytmiczny, modulacje barwy i dynamiki itp. W efekcie odczytanie tak skomplikowanej partytury zgodnie z intencją kompozytora staje się dla wykonawcy prawdziwym wyzwaniem. Jednak takie bogactwo notacji jest nieuniknionym produktem „polifonizacji” wszystkich parametrów kompozycji, a tym samym nie tylko nakazuje sposób wykonania, ale także wskazuje na burzliwą interakcję procesów tworzących muzykę.